# Рижик в Задзеркаллі
«Рижик в Задзеркаллі» (рос. «Рыжик в зазеркалье») — білоруський художній фільм 2011 року режисера Олени Турової.

## Сюжет
У казковому королівстві злий чарівник зачарував всі дзеркала. Жителі королівства не можуть бачити свої відображення навіть у воді, тому що відразу зникають...

## У ролях
- Діана Запрудська
- Павло Южаков-Харланчук
- Алеся Самоховець
- Дмитро Міллер
- Дмитро Пустильник
- Олег Гарбуз
- Валерій Зеленський

## Творча група
- Сценарій: Олена Турова
- Режисер: Олена Турова
- Оператор: Дмитро Рудь
- Композитор: Володимир Кондрусевич